# Marcha de Entre Ríos
La Marcha de Entre Ríos es el canto oficial de la provincia argentina de Entre Ríos. Es entonada en todos los actos oficiales junto al Himno Nacional Argentino.
Compuso la letra de Isidoro Rossi y la música de Andrés Longo ambos de Paraná, Entre Ríos.
Fue cantada por primera vez en 1935 cuando escolares entrerrianos subieron a una balsa rumbo a la Ciudad de Buenos Aires convocados por "La Cruz  Celeste", y en 1962 el Consejo General de Educación determinó que era canción oficial de la escuela entrerriana debiendo ser entonada al finalizar los actos escolares.
También se canta en actos municipales, y además, también en la inauguración de cada año, de la fiesta nacional de doma y folklore entrerriano, donde asiste un cura, y después, cantan todos el himno provincial, pasando después al festival.

## Letra
Marcha de Entre Ríos
¡Juventud! ¡Juventud! Ya se escucha
un sonoro clarín de victoria,
y una aurora de paz y de gloria
en el plácido cielo se alzó.

Emprendamos la marcha al futuro
sin volver hacia atrás la mirada,
que al final de la larga jornada
resplandece su luz otro sol.

En la escuela la fragua y el surco,
forjaremos la eterna grandeza,
por la paz, el amor, la belleza,
de un futuro argentino mejor.

El martillo y el hacha carguemos,
y decidan la acción nuevos bríos,
para hacer de la heroíca Entre Ríos,
la Entre Ríos que Urquiza soñó.